# Ivana Batchelor
Ivana Elizabeth Batchelor (sinh ngày 28 tháng 10 năm 2000) là một người mẫu và hoa hậu người Guatemala, người chiến thắng cuộc thi Hoa hậu Hoàn vũ Guatemala 2022. Cô đại diện cho Guatemala tại cuộc thi Hoa hậu Hoàn vũ 2022.
Trước đó, Batchelor từng đăng quang cuộc thi Hoa hậu Hòa bình Guatemala 2020. Cô đại diện cho Guatemala tại cuộc thi Hoa hậu Hòa bình Quốc tế 2020 và giành ngôi vị Á hậu 2.

## Tiểu sử
Batchelor được sinh ra vào ngày 28 tháng 10 năm 2000 tại Quetzaltenango. Cô thông thạo tiếng Tây Ban Nha và tiếng Anh và làm công việc dịch thuật cho hai ngôn ngữ này. Cô là đồng sáng lập IB Model Agency, đơn vị quản lý và đào tạo người mẫu. Hiện cô đang theo học ngành Khoa học Truyền thông.

## Các cuộc thi sắc đẹp

### Hoa hậu Hòa bình Guatemala 2020
Vào ngày 16 tháng 3 năm 2020, Batchelor đăng quang cuộc thi Miss Grand Guatemala 2020. Cô đã thành công vượt qua Dannia Guevara.

### Hoa hậu Hòa bình Quốc tế 2020
Vào ngày 27 tháng 3 năm 2021, Batchelor đại diện cho Guatemala tại Hoa hậu Hòa bình Quốc tế 2020 và cạnh tranh với 62 ứng cử viên khác tại SHOW DC ở Bangkok, Thái Lan. Giành ngôi vị Á hậu 2.

### Hoa hậu Hoàn vũ Guatemala 2022
Vào ngày 3 tháng 6 năm 2022, Batc started đăng quang cuộc thi Hoa hậu Hoàn vũ Guatemala 2022. Cô đã thành công vượt qua Dannia Guevara.

### Hoa hậu Hoàn vũ 2022
Cô đại diện cho Guatemala tại Hoa hậu Hoàn vũ 2022. Trong đêm chung kết, cô không có mặt trong Top 16 người đẹp nhất.